# 李絮
李絮（韓語：이솜，1990年1月30日—），本名李素英，韓國女演員、模特兒 。

## 影視作品

### 電視劇
| 年份   | 播出平台 | 劇名                      | 角色   | 備註 |
| 2011年 | KBS2     | Drama Special－白色聖誕節 | 尹恩星 |      |
| 2012年 | SBS      | 幽靈                      | 申孝廷 |      |
| 2017年 | tvN      | 今生是第一次              | 禹秀智 |      |
| 2018年 | JTBC     | 第3種魅力                 | 李英在 |      |
| 2019年 | OCN      | 救救我2                   | 金英善 |      |
| 2021年 | SBS      | 模範計程車                | 姜荷娜 |      |
| 2022年 | Netflix  | 末日騎士                  | 雪娥   |      |
| 2024年 | TVING    | 愛情少一啪                | 裕真   |      |
| 2026年 | SBS      | 神與律師事務所            |        |      |

### 電影
- 2010年：《美味人生（朝鲜语：맛있는 인생 (영화)）》飾演 敏兒
- 2011年：《世界上最美麗的離別（朝鲜语：세상에서 가장 아름다운 이별 (영화)）》飾演 在英
- 2011年：《藍鹽（朝鲜语：푸른소금）》飾演 恩貞
- 2012年：短篇電影《摩天樓》飾演 Jane
- 2013年：短篇電影《The X》飾演 Fingers
- 2013年：《說閒話：導演瘋了（朝鲜语：뒷담화: 감독이 미쳤어요）》飾演 監製
- 2013年：《接觸感應》飾演 勝琪
- 2014年：《高跟鞋（朝鲜语：하이힐 (2014년 영화)）》飾演 薔薇
- 2014年：《圣巴巴拉》飾演 少英
- 2014年：《情慾誘惑（朝鲜语：마담 뺑덕）》飾演 德怡
- 2016年：《按讚情人》飾演 張娜妍
- 2016年：《犯罪女王（朝鲜语：범죄의 여왕）》飾演 402號慶真淑（特別出演）
- 2017年：《老么（朝鲜语：그래, 가족）》飾演 吳珠美
- 2017年：《代立軍（朝鲜语：대립군）》飾演 德梨
- 2018年：《小公女（朝鲜语：소공녀 (2018년 영화)）》飾演 美笑
- 2019年：《我的一级兄弟》飾演 美賢
- 2020年：短篇電影《懷揣著怦然心動》飾演 英熙
- 2020年：《菜英文沒在怕》飾演 鄭宥娜
- 2023年：飾演 尹蘭英（友情出演）
- 2023年：《格杀福顺》飾演 車民熙
- 2023年：《千博士驱魔研究所：雪景的秘密》饰演 宥京
- 2023年：《單身首爾》
- 待定：《星光灑落》飾演 李賢貞A
- 待定：《出差調查》

### MV
- 2010年：G-Dragon《She's Gone》
- 2011年：Brown Eyed Girls《Cleansing Cream》
- 2013年：TASTY《Day n Night》

## 獎項紀錄
| 年份 | 頒獎禮                             | 獎項                                | 作品         | 結果 |
| ---- | ---------------------------------- | ----------------------------------- | ------------ | ---- |
| 2014 | 第51屆大鐘獎                       | 女子新人獎                          | 情慾誘惑     | 提名 |
| 2014 | 第35屆青龍電影獎                   | 女子新人獎                          | 情慾誘惑     | 提名 |
| 2014 | 第4屆CINE ICON想像庭院“演員策劃展” | 年度影人                            | 情慾誘惑     | 獲獎 |
| 2015 | 第51屆百想藝術大賞                 | 電影部門女子新人獎                  | 情慾誘惑     | 提名 |
| 2015 | 第15屆導演剪輯獎                   | 年度女子新人演技獎                  | 情慾誘惑     | 獲獎 |
| 2015 | 第24屆釜日電影獎                   | 女子新人獎                          | 情慾誘惑     | 提名 |
| 2018 | 第54屆百想藝術大賞                 | 電影部門最佳女配角獎                | 代立軍       | 提名 |
| 2018 | 第7屆Marie Claire電影節            | 新秀獎                              | 小公女       | 獲獎 |
| 2018 | 第27屆釜日電影獎                   | 最佳女主角獎                        | 小公女       | 提名 |
| 2018 | 第27屆釜日電影獎                   | 女子人氣獎                          | 小公女       | 提名 |
| 2018 | 第55屆大鐘獎                       | 最佳女主角獎                        | 小公女       | 提名 |
| 2018 | 第39屆青龍電影獎                   | 最佳女主角獎                        | 小公女       | 提名 |
| 2018 | 第19屆釜山電影評論家協會獎         | 最佳女主角獎                        | 小公女       | 獲獎 |
| 2019 | 第6屆野花電影獎                    | 最佳女主角獎                        | 小公女       | 獲獎 |
| 2021 | 第41屆青龍電影獎                   | 最佳女配角獎                        | 菜英文沒在怕 | 獲獎 |
| 2021 | SBS演技大獎                        | 迷你劇類型及奇幻部門 女子優秀演技獎 | 模範計程車   | 獲獎 |
| 2024 | 第3屆青龍系列大獎                  | 電視劇部門 女主角獎                 | 愛情少一啪   | 提名 |

## 外部連結
- 李絮的Instagram帳戶
- 李絮在NAVER上的资料
- 李絮在Daum上的资料
- 李絮在互联网电影资料库（IMDb）上的資料（英文）

|}